# Vážany (ort i Tjeckien, Södra Mähren, lat 49,53, long 16,69)
Vážany är en ort i Tjeckien.   Den ligger i regionen Södra Mähren, i den östra delen av landet, 170 km öster om huvudstaden Prag. Vážany ligger 370 meter över havet och antalet invånare är 193.
Terrängen runt Vážany är platt åt nordväst, men åt sydost är den kuperad. Vážany ligger nere i en dal. Runt Vážany är det ganska tätbefolkat, med 78 invånare per kvadratkilometer. Närmaste större samhälle är Blansko, 18,9 km söder om Vážany. I omgivningarna runt Vážany växer i huvudsak blandskog.